# Ашагы-Нейметабад
Ашагы-Нейметаба́д (азерб. Aşağı Nemətabad) — село в Агдашском районе Азербайджана.

## Этимология
Название происходит от названия села Нейметабад и слова «ашагы» (нижний). В переводе на русский — Нижний Нейметабад.

## История
Село основано в начале XX века переселенцами из села Нейметабад (ныне Юхары Нейметабад).
В 1926 году согласно административно-территориальному делению Азербайджанской ССР село относилось к дайре Агдаш Геокчайского уезда.
После реформы административного деления и упразднения уездов в 1929 году был образован Орталякский сельсовет в Агдашском районе Азербайджанской ССР.
Согласно административному делению 1977 года село Ашагы-Нейметабад входило в Ашагы-Нейметабадский сельсовет Агдашского района Азербайджанской ССР.
В 1999 году в Азербайджане была проведена административная реформа и был учреждён Ашагы-Нейметабад-Гариблинский муниципалитет Агдашского района.

## География
Неподалёку от села протекает река Ойлидереарх.
Село находится в 18 км от райцентра Агдаш и в 254 км от Баку. Ближайшая ж/д станция — Малай.
Высота села над уровнем моря — 19 м.

## Население
| Численность населения | Численность населения |
| 1976                  | 1999                  |
| --------------------- | --------------------- |
| 592                   | ↗950                  |

На 1985 год в селе проживало 0,50 тыс. человек.
Население преимущественно занималось хлопководством, зерноводством, шелководством и животноводством.

## Климат
| Показатель                                             | Янв. | Фев. | Март | Апр. | Май  | Июнь | Июль | Авг. | Сен. | Окт. | Нояб. | Дек. | Год  |
| ------------------------------------------------------ | ---- | ---- | ---- | ---- | ---- | ---- | ---- | ---- | ---- | ---- | ----- | ---- | ---- |
| Средний суточный максимум, °C                          | 7,1  | 8,5  | 12,7 | 20,8 | 25,9 | 30   | 33,9 | 32,7 | 28,4 | 21,1 | 14,3  | 9,3  | 20,4 |
| Средняя температура, °C                                | 3,0  | 4,4  | 7,9  | 14,6 | 19,5 | 24,0 | 27,1 | 26,0 | 22,1 | 16,2 | 10,1  | 5,2  | 15,2 |
| Средний суточный минимум, °C                           | −1   | 0,3  | 3,8  | 9,1  | 14,1 | 18,3 | 21,4 | 20,3 | 16,7 | 11,0 | 6,0   | 1,3  | 10,1 |
| Норма осадков, мм                                      | 21   | 26   | 29   | 40   | 55   | 45   | 24   | 26   | 25   | 54   | 31    | 24   | 400  |
| Источник: https://en.climate-data.org/location/954964/ |      |      |      |      |      |      |      |      |      |      |       |      |      |

Среднегодовая температура воздуха в селе составляет +15,2 °C. В селе семиаридный климат.

## Инфраструктура
В селе расположены почтовое отделение, мечеть и школа имени А. Мамедова. В советское время в селе были расположены школа, клуб, библиотека, медпункт и отделение связи.